# Autoroute DR-1 (République dominicaine)
Pour les articles homonymes, voir DR1.
L'autoroute Juan Pablo Duarte (Autopista Juan Pablo Duarte) ou DR-1, est la principale voie de communication de la République dominicaine qui relie la capitale Saint-Domingue à la deuxième ville la plus importante du pays, Santiago de los Caballeros et se termine à San Fernando de Monte Cristi.

## Présentation
De son terminus sud dans le Distrito Nacional (Saint-Domingue) à son terminus nord à Monte Cristi, à proximité de la frontière entre Haïti et la République dominicaine, la qualité de la route se dégrade en s'éloignant de Saint-Domingue. 
La DR-1 relie Saint-Domingue à la région du Cibao connue pour sa vallée fertile responsable de la production de la plupart des exportations agricoles du pays. La DR-1 relie également Saint-Domingue à la deuxième plus grande ville de la République dominicaine, Santiago de los Caballeros.

## Tracé
- Santo Domingo
- Villa Altagracia
- Piedra Blanca
- Villa Sonador
- Bonao
- El Pino
- Concepción de la Vega
- Santiago de los Caballeros
- Villa González
- Bisonó
- Esperanza
- Maizal
- Laguna Salada
- Hatillo Palma
- La Guajaca
- Villa Elisa
- Villa Sinda
- Villa Vázquez
- El Vigiador
- San Fernando de Monte Cristi
- Frontière entre Haïti et la République dominicaine